# Мюррей, Леонард
Леонард Уоррен Мюррей (англ. Leonard W. Murray; 22 июня 1896, Granton, Новая Шотландия — 25 ноября 1971, Бакстон, Дербишир) — канадский контр-адмирал. Сыграл значительную роль в Битве за Атлантику. Занимался проводкой и охранением конвоев Союзников, а также борьбой с немецкими подводными лодками. Ушел в отставку после того, как был назначен виновным в беспорядках, произошедших в Галифаксе и Дартмуте (Канада) во время празднования Дня победы в Европе в мае 1945, когда в погромах приняли участие отпущенные в увольнительную на берег военные моряки. Чувствуя, что Канада отвернулась от него и испытывая обиду по этому поводу, переехал в Великобританию и с сентября 1945 года проживал там.

## Биография
Начал службу на флоте незадолго до начала Первой мировой войны, в которой также принял участие, в числе прочего, впервые получив опыт в проводке атлантических конвоев и противолодочных действиях, который позже окажется бесценным. Наблюдал капитуляцию германского флота в Скапа-Флоу.
После конференции Союзников весной 1943 года, разделившей зоны ответственности в Атлантике (Канаде совместно с Великобританией достался север океана, США — его южная часть), с 1 апреля 1943 Мюррей возглавил канадский сектор. Его штаб-квартира продолжала оставаться в Галифаксе.

## В отставке
В отставке занимался разнообразной деятельностью от морского права (в 1950 входил в комиссию по расследованию крупного кораблекрушения) до яхтинга, религиозной и политической деятельности. Связи с Канадой полностью не разрывал, последний раз посетив эту страну в 1970 году, когда принял участие в церемонии в память о войне.
Первая жена скончалась в 1962, затем вступил во второй брак.

## Награды
- Орден Бани (1944)
- Орден Британской империи (1943)
- Орден Почётного легиона (1946)